# Talijani u Hrvatskoj
Talijani u Hrvatskoj (tal. Italiani di Croazia) su autohtona i jedna od 22 priznate nacionalne manjine u Hrvatskoj. Tijekom 19. i prve polovice 20. stoljeća postojala je značajna talijanska jezična i etnička zajednica u Hrvatskoj, uglavnom skoncentrirana na zapadnoj obali Istre, te u Rijeci, dalmatinskim i kvarnerskim gradovima. Nakon Prvog i osobito nakon Drugog svjetskog rata najveći dio hrvatskih Talijana je odselio u Italiju. Prema posljednjemu popisu stanovništva u Hrvatskoj živi 13.763 Talijana, čineći 0,36% stanovništva. Gotovo tri četvrtine hrvatskih Talijana živi u Istarskoj županiji, gdje čine 5,01% stanovništva i imaju pravo na uporabu jezika i zastave u mnogim općinama i gradovima, kao i na županijskoj razini. Kao jedna od autohtonih nacionalnih manjina, izabiru i manjinskog saborskog zastupnika. Tu dužnost u četvrtom uzastopnom mandatu vrši Furio Radin.

## Kultura
Pri pulskoj Gradskoj knjižnici i čitaonici djeluje Središnja knjižnica Talijana u Hrvatskoj (tal. Servizio bibliotecario centrale per la Comunita' nazionale italiana in Croazia).
Osim obrazovnih ustanova u Istri, u Rijeci djeluje talijanska srednja škola, dok u Zadru postoji talijanski dječji vrtić. U Rijeci izlazi list na talijanskom za pripadnike nacionalne manjine La Voce del Popolo (hrv. "Glas naroda").
U sklopu HNK Ivana pl. Zajca u Rijeci djeluje i Talijanska opera.

## Podrijetlo
Hrvatski su Talijani potomci doseljenika iz Italije. Iznimka su ostatci starih romanskih zajednica na zapadu poluotoka Istre, koji govore posebnim romanskim jezikom, a izjašnjavaju se Talijanima (u Vodnjanu, Galižani i Rovinju, t.zv. Bumbari).
Talijani u Hrvatskoj uglavnom su distribuirani u primorskim mjestima poluotoka Istre te u većim hrvatskim gradovima. 
Poseban su slučaj izolirana zajednica Talijana u Moslavini. Oni su u ove krajeve došli krajem 19. stoljeća, kad je ovamo doselilo 60 talijanskih obitelji iz područja podno Dolomita, porječja rijeke Piave, iz okolice Belluna u sjeveroistočnoj Italiji, planinskog dijela pokrajine Veneta, osobito iz područja oko Longaronea. Odredišta su im bila u području Pakraca: sela Ploštine (dvojezični natpis, tal. ime Plostine), Kapetanovo Polje (Campo del capitano), Obrijež/Donja Obrijež (Obrijez minore), Banovac/Veliki Banovac (Banovac maggiore), Badljevinu, Filipovac i Strižičevac). Jedan je dio doselio na područje Nove Gradiške i Požege iz Furlanije i Veneta.Prvog desetljeća 20. st. odatle su odselili u selo Ciglenicu kraj Kutine. Postoji grupiranje zapadnoslavonskih Talijana u Zagrebu, pet talijanskih kuća u Zrnetićevoj u Vrapču, zagrebačkoj "Maloj Italiji". U potrazi za poslom selili su tijekom 2. pol. 20. st. i u 21. st. u veće gradove u Hrvatskoj, ali i u Italiju, gdje su ih pak nazivali - Slavenima.

## Povijest

### Prvi svjetski rat i poraće
Izbijanjem rata između Austro-Ugarske i Italije 1915., mnoga talijanska kulturna društva i organizacije te stranke u Hrvatskoj su raspuštene i zabranjene, a Talijani pristaše ujedinjenja s Italijom bili su zatvoreni. Neki Talijani iz Istre i Dalmacije dobrovoljno su služili u talijanskoj vojsci na Sočanskom bojištu (Fabio Filzi iz Pazina, Giovanni Grion iz Pule, Alessandro Dudan iz Vrlike, Francesco Rismondo iz Splita itd.). Nakon raspada Austro-Ugarske krajem 1918., talijanske snage sukladno Londonskom ugovoru zauzele su Istru, Rijeku i veći dio Dalmacije. Većina domaćih Talijana s velikim nadama je očekivala pripajanje tih krajeva Italiji. Između studenog 1918. i lipnja 1921. većina Dalmacije te Rijeka i kvarnerski otoci bili su pod vojnom upravom Antante i talijanskih snaga, čekajući diplomatsko rješenje spora između Italije i Kraljevine Jugoslavije. Talijanska okupacijska vlast diskriminirala je protivnike pripajanja Italiji te ograničavala političke slobode. U takvim uvjetima dolazilo je do okršaja i sukoba mjesnih Talijana s Hrvatima i Srbima. U porastu nacionalnih napetosti, među dalmatinskim Talijanima dolazi i do osnivanja udruženja Fascio nazionale i Fascio giovanile s geslom "Italia o morte" ("Italija ili smrt"). Kad je Rapallskim mirovnim sporazumom 1920. Italiji, suprotno očekivanjima, uz Istru pripao samo grad Zadar i otoci Lastovo, Cres i Lošinj, dio dalmatinskih Talijana se zajedno s povlačenjem talijanske vojske iselio u Italiju ili u novopripojene krajeve, pogotovo Zadar. 1924. i Rijeka ulazi u sastav Italije.
U ostatku istočnojadranske obale koji je pripao Jugoslaviji, lokalni Talijani su po Rapallskom sporazumu imali pravo na talijansko državljanstvo i obrazovanje na svom jeziku. Nastupanjem fašizma u Italiji te agresivnom Mussolinijevom retorikom prema Dalmaciji, rasla je međunacionalna netrpeljivost. Ona se očitovala 1921. i 1932. i u razbijanju mletačkih spomenika u Trogiru i drugim gradovima.
U krajeve koja su između dva rata bili pod talijanskom vlašću talijanske vlasti su doseljavale državne službenike s juga Italije, pa su tako u Vodnjanu bile izgrađene barake za karabinjere i carinike koji su se doseljavali na službu u pripojenu Istru. Slično tome, talijanska vlada je poticala naseljavanje u Zadar i Lastovo.

### Drugi svjetski rat
U Travanjskom ratu 1941. fašistička Italija je izvršila invaziju na Jugoslaviju te joj je nakon sloma države NDH prepustila veći dio Dalmacije te ostatak Kvarnera i Hrvatskog primorja. Nekih od mjesnih Talijana su bili novačeni u talijansku vojsku ili su postali oslonci novog režima, koji je provodio nasilnu talijanizaciju te otvarao koncentracijske logore (Molat, Rab). Nakon kapitulacije Italije u rujnu 1943., dalmatinski i Talijani iz Italije zarobljeni od strane partizana priključili su se NOVJ u sklopu bataljuna "Garibaldi", nastavljajući se boriti protiv Nijemaca i ustaša. Drugi su u Istri, Rijeci i Zadru pod zaštitom njemačkih snaga nastavili borbu protiv partizana, dok su neki, pogotovo iz ostatka ratom poharane Dalmacije i teško bombardiranog Zadra, 1943. – 1944. otišli u Italiju.

### Egzodus
Nakon Drugog svjetskog rata, a pogotovo 1947. i do 1954., kad je postalo jasno da ni Istra ni Zadar neće ostati dio Italije, najveći dio dalmatinskih i istarskih Talijana napustio je Hrvatsku i izbjegao u Italiju. Uzroci odlaska su bili višestruki: 
- neki odlasci su se dogodili pod pritiscima i zastrašivanjima od strane Hrvata u ozračju nakon talijanskog vojnog poraza i brojnih proživljenih zločina za vrijeme talijanske okupacije,
- dio u strahu od neselektivne osvete, komunističkog nasilja prema protivnicima režima i nacionalizacije imovine,
- dio dobrovoljno, ne videći budućnost u komunističkoj Jugoslaviji s lošom zaštitom manjinskih prava.

U Istri i Slovenskom primorju, kao odmazdu za više desetljeća talijanskih nasilja i okupacije, pripadnici slovenskih partizanskih postrojbi, 8. dalmatinske udarne divizije i mještani počinili su čistku nad preostalim talijanskim fašistima, njihovim simpatizerima i suradnicima. Tijela su uglavnom završavala u krškim jamama – fojbama. Zajedničko talijansko-slovensko istražno povjerenstvo osnovano 1993., koje je istraživalo samo događaje na području današnje Italije i Slovenije, zaključilo je da su ubojstva uslijedila iz želje za uklanjanjem svih povezanih s fašizmom (bez obzira na osobnu odgovornost) te za izvršavanjem preventivnih čistki stvarnih, mogućih ili navodnih protivnika komunističkog režima.
1975. Jugoslavija i Italija su potpisale Osimski ugovor koji je uključivao i sporazum o naknadi za nacionaliziranu ili zaplijenjenu imovinu istarskih Talijana u bivšoj zoni B Slobodnog Teritorija Trsta (sjeverozapadni dio Istre do rijeke Mirne). Ostatak duga su Slovenija i Hrvatska podijelile u omjeru 62:38 posto, a dug kojeg je Hrvatska trebala platiti Italiji iznosi 35 milijuna dolara.

### Samostalna Hrvatska
Nakon hrvatskog osamostaljenja, hrvatski Talijani uživaju zajamčena manjinska prava te rade na izgradnji i jačanju svojih kulturnih i obrazovnih ustanova. U Hrvatskoj jedina općina u kojoj Talijani čine (relativnu) većinu je Grožnjan, s 39,4% udjela etničkih Talijana u stanovništvu i 56% stanovnika kojima je talijanski materinji jezik.

## Kretanje broja Talijana

### Prije 1910.
| Jezični zemljovid Istre iz 1880. |  | Jezični zemljovid Istre iz 1880.                         |
| Jezični zemljovid Istre iz 1880. |  | Udio govornika talijanskog u popisu 1910., u postotcima. |

U popisima 19. i početka 20. stoljeća u pravilu se nije postavljalo pitanje nacionalnosti, tek iznimno, dok je uglavnom bilježen glavni jezik kojim se ispitanik služi ili pak materinji jezik. U Dalmaciji, Rijeci i Istri, u kojima se trgovalo i poslovalo uglavnom s Italijom te gdje je u četiri stoljeća mletačke vlasti talijanski kulturni utjecaj bio velik, bilo je teško razlučiti etničke Talijane od ostalih koji su se u svakodnevnom životu koristili talijanskim. Tijekom druge polovice 19. stoljeća, slijedom talijanskog risorgimenta i hrvatskog narodnog preporoda te izgradnje hrvatske i talijanske nacije, izborenom ravnopravnošću hrvatskog jezika u školstvu i javnom životu 1883., sve više Hrvata, Srba i Slovenaca u na istočnoj obali Jadrana prestaje govoriti talijanski. 
1910. u gradu Zadru 66,3% stanovništva govorilo je talijanskim, u Splitu 9,75%, a u Šibeniku 6,4%. Značajne talijanske zajednice postojale su i u gradovima Krku (68%), Osoru (75,37%), Malom Lošinju (59,87%) i Rijeci (48,62%).
| Godina | Govornici talijanskog | %     |
| ------ | --------------------- | ----- |
| 1845.  | /                     | 19,7% |
| 1865.  | 55.020                | 12,5% |
| 1869.  | 44.880                | 10,8% |
| 1880.  | 27.305                | 5,8%  |
| 1890.  | 16.000                | 3,1%  |
| 1900.  | 15.279                | 2,6%  |
| 1910.  | 18.028                | 2,7%  |

| Godina | Govornici talijanskog | %      |
| ------ | --------------------- | ------ |
| 1846.  | /                     | 32,46% |
| 1890.  | 147.417               | 38,1%  |
| 1910.  | 118.027               | 37,2%  |

### Hrvatska 1921. – 2021.
| Talijani (crveno) u Istri po popisu 2001. |  | Talijani (crveno) u Istri po popisu 2001.      |
| Talijani (crveno) u Istri po popisu 2001. |  | Materinji govornici talijanskog po popisu 2011 |

U popisima za 1921. i 1931. se ne nalazi krajevi koji su tada bili dio Italije: Istra bez Kastva, grad Rijeka s okolicom, Cres i Lošinj, grad Zadar, otok Lastovo. Rast broja Talijana (gotovo udvostručenje) između popisa 1981. i 1991. rezultat je slobodnijeg, demokratskog ozračja i izjašnjavanja, kao i pojačanog organiziranja talijanskih političkih udruga poslije 1988.
| Godina | Broj Talijana |
| ------ | ------------- |
| 1921.  | 9.365         |
| 1931.  | 6.169         |
| 1948.  | 76.093        |
| 1953.  | 37.565        |
| 1961.  | 21.103        |
| 1971.  | 17.433        |
| 1981.  | 11.661        |
| 1991.  | 21.303        |
| 2001.  | 19.636        |
| 2011.  | 17.807        |
| 2021.  | 13.763        |

### Popis stanovništva 2001. godine
| Županija                          | Talijana | Ukupni postotak |
| --------------------------------- | -------- | --------------- |
| Istarska                          | 14.284   | 72,74%          |
| Primorsko-goranska                | 3.539    | 18,02%          |
| Požeško-slavonska                 | 788      | 4,01%           |
| Grad Zagreb                       | 277      | 1,41%           |
| Sisačko-moslavačka                | 192      | 0,97%           |
| Splitsko-dalmatinska              | 114      | 0,58%           |
| Zadarska županija                 | 109      | 0,56%           |
| Bjelovarsko-bilogorska            | 79       | 0,41%           |
| Dubrovačko-neretvanska            | 51       | 0,26%           |
| Brodsko-posavska                  | 40       | 0,20%           |
| Osječko-baranjska                 | 32       | 0,16%           |
| Zagrebačka                        | 31       | 0,16%           |
| Šibensko-kninska                  | 30       | 0,15%           |
| Varaždinska                       | 17       | 0,09%           |
| Virovitičko-podravska             | 12       | 0,08%           |
| Karlovačka                        | 11       | 0,06%           |
| Koprivničko-križevačka            | 9        | 0,05%           |
| Ličko-senjska                     | 6        | 0,03%           |
| Krapinsko-zagorska                | 6        | 0,03%           |
| Vukovarsko-srijemska              | 5        | 0,03%           |
| Međimurska                        | 4        | 0,02%           |
| Ukupno                            | 19.636   | 100%            |
| (Popis stanovništva 2001. godine) |          |                 |

## Poznate osobe
Osobe talijanske nacionalnosti ili djelomičnog talijanskog podrijetla.
- Ulderiko Donadini, hrvatski ekspresionist (rođen u obitelji moslavačkih Talijana)
- Melita Adany, hrvatska rekorderka u ronjenju na dah
- Dragan Holcer, hrv. nogometaš[23]
- Claudia Beni, hrv. pjevačica
- Agostinu Straulino, osvajač odličja na OI u jedrenju
- Nicolò Rode, osvajač odličja na OI u jedrenju
- Giovanni Cernogoraz, osvajač odličja na OI u streljaštvu
- Emanuel Luxardo, liječnik, hrv. preporoditelj i kulturni radnik
- Sergio Endrigo (1933. – 2005.), kantautor
- Antonio Bajamonti, splitski gradonačelnik i autonomaš
- Nikola Tommasseo, književnik rođen u Šibeniku
- Ruggero Tommaseo, pisac i novinar s otoka Brača
- Manfred Borelli Vranski, političar i gospodarstvenik
- Enzo Bettiza, književnik
- Elvis Scoria, nogometaš i trener[nedostaje izvor]
- Giovanni Rosso, nogometaš[nedostaje izvor]
- Vlaho Bukovac, po ocu podrijetlom Talijan (izvorno prezime Faggioni)
- Marko Marulić, po majci podrijetlom Talijan
- Massimo Savić, hrvatski glazbenik i pjevač

## Vanjske poveznice
- Comunità Nazionale Italiana, Unija Talijana
- Italiani A Zagabria , Talijanska manjina Grada Zagreba  Arhivirana inačica izvorne stranice od 16. siječnja 2010. (Wayback Machine)
- Zajednica Talijana u Zagrebu  Arhivirana inačica izvorne stranice od 6. siječnja 2012. (Wayback Machine)
- Emisija Magistra vitae  Arhivirana inačica izvorne stranice od 23. travnja 2017. (Wayback Machine) ur. i vod.: Jasna Pavelić Jureško, tema: Talijanska nacionalna manjina u RH, Radio Marija, emitirano 4. siječnja 2017.